# Rodolfo IV d'Asburgo
Rodolfo IV d'Asburgo, detto il Magnanimo (Vienna, 1º novembre 1339 – Milano, 27 luglio 1365), è stato duca d'Austria dal 1358 fino alla sua morte, duca di Carinzia dal 1358 fino alla sua morte, margravio di Carniola dal 1358 al 1364, anno in cui elevò il margraviato a ducato (ducato di Carniola, di cui fu il primo duca fino alla morte) e conte del Tirolo dal 1363 fino alla sua morte.

## Biografia
Rodolfo era il figlio primogenito di Alberto II, e di sua moglie, la contessa Giovanna di Pfirt. Uno dei tre duchi asburgici di terza generazione in Austria, fu il primo nato nel ducato. Pertanto, considerava l'Austria la sua casa, un sentimento che senza dubbio si comunicava ai suoi sudditi e contribuì alla sua popolarità. Di fronte alla perdita della corona imperiale degli Asburgo sull'assassinio di suo nonno Alberto I di Germania nel 1308, Rodolfo fu uno dei più energici e attivi sovrani dell'Austria nel tardo Medioevo, e si diceva che, come giovane uomo, avesse già l'aria di un re. Divenne Duca d'Austria e di Carinzia alla morte del padre nel 1358.

## Matrimonio
Nel 1357 sposò Caterina di Lussemburgo, figlia dell'imperatore Carlo IV e di Bianca di Valois, senza però averne discendenza.

## Duca d'Austria
Desideroso di competere con il suo potente suocero, che aveva fatto del Regno di Boemia e della sua capitale Praga un radioso centro di cultura imperiale, Rodolfo desiderava elevare l'importanza della sua residenza a un'altezza paragonabile o maggiore.
Per più di un secolo, i duchi asburgici si erano irritati perché papi non avevano corrisposto al loro desiderio di fare di Vienna una sede vescovile, come si addiceva alla capitale di un ducato. La parrocchia cittadina era invece subordinata ai vescovi di Passavia, che avevano ottimi rapporti con il papa, apparentemente condannando le prospettive di Vienna in tal senso. Rodolfo, tuttavia, ricorse a qualcosa che poteva essere considerato un'impostura: istituì un "capitolo della cattedrale metropolitana" nella chiesa di Santo Stefano (che, secondo il nome, doveva essere competenza di un vescovo), i cui membri indossavano indumenti rossi come fanno i cardinali. Il prevosto del capitolo ricevette il titolo di "Arcicancelliere d'Austria".
Rodolfo ampliò la cattedrale, con la costruzione della sua navata gotica. Gli sforzi di costruzione possono essere visti come un tentativo di competere con la Cattedrale di San Vito a Praga. Rodolfo fece rappresentare sé stesso e la moglie su un cenotafio all'ingresso della cattedrale.
Allo stesso modo, fondando l'Università di Vienna nel 1365, Rodolfo cercò di eguagliare la fondazione dell'Università Carlo di Praga. Ancora conosciuta come Alma Mater Rudolphina, l'Università di Vienna è la più antica università operante ininterrotta nel mondo di lingua tedesca. Tuttavia, una facoltà di teologia, considerata cruciale per un'università in quel momento, non fu istituita fino al 1385, vent'anni dopo la sua morte.
Per migliorare l'economia di Vienna, Rodolfo introdusse molte altre misure, tra cui la supervisione da parte del sindaco delle vendite di beni immobili, istituite per impedire vendite alla mano morta, cioè per impedire la proprietà economicamente improduttiva della Chiesa. Rodolfo riuscì anche a stabilire una valuta relativamente stabile, la cosiddetta Wiener Pfennig.
Rodolfo è meglio conosciuto per un altro bluff, la falsificazione del Privilegium maius, che di fatto lo mise alla pari con i sette principe-elettori del Sacro Romano Impero, compensando l'incapacità dell'Austria di ricevere un voto elettorale nella bolla d'oro del 1356 emessa dall'imperatore Carlo IV. Il titolo di Arciduca, inventato da Rodolfo, divenne un titolo onorifico di tutti i maschi della Casa d'Asburgo dal XVI secolo.
Nel 1363, Rodolfo ricevette in eredità dalla contessa vedova Margherita di Tirolo-Gorizia la contea del Tirolo, alla morte del suo unico figlio Mainardo III. Nel 1364 Rodolfo dichiarò la Marca della Carniola un ducato e l'anno successivo fondò la città della Bassa Carniola di Novo Mesto (nell'odierna Slovenia), il cui nome in tedesco Rudolfswert fu dato in suo onore. Nello stesso tempo, concluse un altro contratto di eredità con suo suocero, l'imperatore Carlo IV, che prevedeva la mutua eredità tra le dinastie asburgiche e lussemburghesi.
Nonostante il carattere altisonante (e forse a volte megalomane), riuscì a modernizzare i suoi territori e la sua città, la cui importanza aumentò considerevolmente. Tuttavia, la sua prematura scomparsa senza eredi ha fermato ulteriori progressi. I suoi fratelli minori Alberto III e Leopoldo III, che dovevano governare insieme sotto il Rudolfinische Hausordnung, cominciarono a litigare incessantemente e alla fine accettarono di dividere i territori degli Asburgo tra loro secondo il trattato di Neuberg del 1379. Fu il discendente di Leopoldo, Federico V d'Austria, eletto re dei Romani nel 1440 e unico sovrano di tutte le terre austriache dal 1457, che raccolse il frutto degli sforzi di Rodolfo e pose le basi della monarchia asburgica.

## Morte
Rodolfo morì improvvisamente a Milano nel 1365, all'età di 25 anni. I suoi resti, insieme a quelli di sua moglie, sono sepolti nella Cripta ducale nella Cattedrale di Santo Stefano.

## Ascendenza
|                              |                   |                               | Genitori                     |  |  | Nonni |  |  | Bisnonni            |  |  | Trisnonni            |  |
|                              |                   |                               |                              |  |  |       |  |  | Rodolfo I d'Asburgo |  |  | Alberto IV il Saggio |  |
|                              |                   |                               |                              |  |  |       |  |  | Rodolfo I d'Asburgo |  |  | Alberto IV il Saggio |  |
|                              |                   | Edwige di Kyburg              |                              |  |  |       |  |  | Rodolfo I d'Asburgo |  |  |                      |  |
| Alberto I d'Asburgo          |                   |                               |                              |  |  |       |  |  | Rodolfo I d'Asburgo |  |  |                      |  |
|                              |                   | Gertrude di Hohenberg         | Burcardo V di Hohenberg      |  |  |       |  |  |                     |  |  |                      |  |
|                              |                   | Gertrude di Hohenberg         | Burcardo V di Hohenberg      |  |  |       |  |  |                     |  |  |                      |  |
|                              |                   | Gertrude di Hohenberg         | Matilde di Tubinga           |  |  |       |  |  |                     |  |  |                      |  |
| Alberto II lo Sciancato      |                   | Gertrude di Hohenberg         |                              |  |  |       |  |  |                     |  |  |                      |  |
|                              |                   | Mainardo II di Tirolo-Gorizia | Mainardo I di Tirolo-Gorizia |  |  |       |  |  |                     |  |  |                      |  |
|                              |                   | Mainardo II di Tirolo-Gorizia | Mainardo I di Tirolo-Gorizia |  |  |       |  |  |                     |  |  |                      |  |
|                              |                   | Mainardo II di Tirolo-Gorizia | Adelaide del Tirolo          |  |  |       |  |  |                     |  |  |                      |  |
| Elisabetta di Tirolo-Gorizia |                   | Mainardo II di Tirolo-Gorizia |                              |  |  |       |  |  |                     |  |  |                      |  |
|                              |                   | Elisabetta di Baviera         | Ottone II di Baviera         |  |  |       |  |  |                     |  |  |                      |  |
|                              |                   | Elisabetta di Baviera         | Ottone II di Baviera         |  |  |       |  |  |                     |  |  |                      |  |
|                              |                   | Elisabetta di Baviera         | Agnese del Palatinato        |  |  |       |  |  |                     |  |  |                      |  |
| Rodolfo IV d'Asburgo         |                   | Elisabetta di Baviera         |                              |  |  |       |  |  |                     |  |  |                      |  |
|                              | Teobaldo di Pfirt | Ulrico II di Pfirt            |                              |  |  |       |  |  |                     |  |  |                      |  |
|                              | Teobaldo di Pfirt | Ulrico II di Pfirt            |                              |  |  |       |  |  |                     |  |  |                      |  |
|                              | Teobaldo di Pfirt | Agnese di Vergy               |                              |  |  |       |  |  |                     |  |  |                      |  |
| Ulrico III di Pfirt          | Teobaldo di Pfirt |                               |                              |  |  |       |  |  |                     |  |  |                      |  |
|                              |                   | Caterina di Klingen           | Walther di Klingen           |  |  |       |  |  |                     |  |  |                      |  |
|                              |                   | Caterina di Klingen           | Walther di Klingen           |  |  |       |  |  |                     |  |  |                      |  |
|                              |                   | Caterina di Klingen           | Sofia di Frohburg            |  |  |       |  |  |                     |  |  |                      |  |
| Giovanna di Pfirt            |                   | Caterina di Klingen           |                              |  |  |       |  |  |                     |  |  |                      |  |
|                              |                   | Rinaldo di Chalon             | Ugo di Chalon                |  |  |       |  |  |                     |  |  |                      |  |
|                              |                   | Rinaldo di Chalon             | Ugo di Chalon                |  |  |       |  |  |                     |  |  |                      |  |
|                              |                   | Rinaldo di Chalon             | Adelaide I di Borgogna       |  |  |       |  |  |                     |  |  |                      |  |
| Giovanna di Montbéliard      |                   | Rinaldo di Chalon             |                              |  |  |       |  |  |                     |  |  |                      |  |
|                              |                   | Guglielmina di Neuchâtel      | Amedeo I di Neuchâtel        |  |  |       |  |  |                     |  |  |                      |  |
|                              |                   | Guglielmina di Neuchâtel      | Amedeo I di Neuchâtel        |  |  |       |  |  |                     |  |  |                      |  |
|                              |                   | Guglielmina di Neuchâtel      | Giordana di La Sarraz        |  |  |       |  |  |                     |  |  |                      |  |
|                              |                   | Guglielmina di Neuchâtel      |                              |  |  |       |  |  |                     |  |  |                      |  |